# لولا براچینی
لولا براچینی (ایتالیایی: Lola Braccini؛ ۲۸ مارس ۱۸۸۹ – ۱۹ مارس ۱۹۶۹) بازیگر اهل ایتالیا بود.
از فیلم‌هایی که وی در آن نقش داشته‌است، می‌توان به یوزپلنگ، بلیسیما، گمراه و رهاشده، چه شریرند مردان!، مانون لسکو و آنتونیوی لیسبونی اشاره کرد.